# Juan de Rojas
Juan de Rojas fue un conquistador español natural de la villa de Cuéllar, en la provincia de Segovia (España).
Perteneció a la familia de los Rojas de Cuéllar, cuya casa solar es el palacio de los Rojas, y de la que formaron parte los hermanos Manuel, Gabriel, Francisco y Cristóbal de Rojas. Participó en la Expedición de Hernando de Soto (1539-1543), que tuvo como fin colonizar la provincia de La Florida. Participó en la expedición con el cargo de teniente de Hernando de Soto, y partieron desde La Habana el 12 de mayo de 1538 con 350 caballos y 900 hombres armados. La expedición fracasó, y se desconoce el final de Rojas.